# Acrobasis atlasica
Acrobasis atlasica is een vlinder van de familie van de snuitmotten (Pyralidae). De wetenschappelijke naam van deze soort is voor het eerst voorgesteld door Patrice Leraut in een publicatie uit 2014.
De soort komt voor in Marokko.